# آبغرم (نرغسان)
آبغرم (بالفارسية: آبگرم) هي قرية تقع في إيران في Nargesan Rural District. يقدر عدد سكانها بـ 33 نسمة .